# Гвен Џон
Гвендолен Мери Џон (Хаверфордвест, 22. јун 1876 — Дјеп, 18. септембар 1939) била је велшка уметница. Већи део своје каријере је радила у Француској. Њене слике, углавном портрети анонимних модела, изведене су у низу блиско повезаних тонова. Иако су је током живота засенили њен брат Аугустус Џон и њен љубавник Огист Роден, њена репутација је стално расла након смрти.

## Рани живот
Гвен Џон је рођена у Хаверфордвесту у Велсу, као друго од четворо деце Едвина Вилијема Џона и његове жене Августе, рођене Смит (1848–1884). Аугуста је дошла из дуге лозе водоинсталатера из Сасекса. Гвенин старији брат био је Торнтон Џон; њена млађа браћа и сестре били су Аугустус и Винифред. Едвин Џон је био адвокат чији је тврдоглав темперамент стварао проблеме његовој породицу, а Августа је често била одсутна од деце због лошег здравља, остављајући своје две сестре — строге спаситељке — да заузму њено место у домаћинству. Аугуста се бавила акварелистом аматером, а оба родитеља су подстицала интересовање деце за књижевност и уметност.
Њена мајка је умрла када је Гвен имала осам година. У вези са смрћу њене мајке и губитком њеног утицаја, њен брат Аугуст је касније написао: „Моја мајка би без сумње била од помоћи, али умрла је када сам ја била мало дете, после, бојим се, живота у сузама.
Након преране смрти њихове мајке 1884. године, породица се преселила у Тенби у Пемброкширу у Велсу, где су рано образовање Гвен и њене сестре Винифред давале гувернанте. Браћа и сестре су често одлазили на обалу Тенбија да цртају. Џон је рекла да ће она правити „брзе цртеже наплављених галебова, шкољки и риба на залуталим комадићима папира, или понекад на предњој страни књиге коју је читала“. Иако је сликала и цртала од раног детињства, најранији сачувани рад Гвен Џон датира из њене деветнаесте године.

## Образовање
Од 1895. до 1898. године студирала је на Слејд школи уметности, где је програм био направљен по узору на метод француског атељеа (различити нивои студената који раде под надзором оствареног уметника). У то време то је била једина уметничка школа у Уједињеном Краљевству која је прихватала ученице, иако углавном није било заједничких лекција за оба пола, на часовима или у ходницима. Као и њен млађи брат, Аугустус, који је тамо започео студије 1894, она је учила цртање фигура код Хенрија Тонкса. Током овог периода, она и Аугустус су делили стамбене просторе, а додатно су смањили своје трошкове базирањем своје исхране на орашастим плодовима и воћу. Развила је близак однос са женом која ће постати супруга њеног брата, Ајда Нетлшип. У то време имала је и везу са другим братовим пријатељем, Амброузом Мекивојем, за коју се испоставило да је била несрећна. Добри пријатељи су такође били Урсула Тирвхитт и Гвен Салмонд. Џон је освојила Melvill Nettleship награду за композицију фигура на последњој години на Слејду.
Ученици Слејда су подстицани да копирају дела старих мајстора у лондонским музејима. Џонове ране слике као што су Портрет госпође Аткинсон, Млада жена са виолином и Унутрашњост са фигурама су интимистичка дела насликана у традиционалном стилу који карактеришу пригушене боје и провидне глазуре.
Чак и током студија, њено бриљантно цртање и лични гламур учинили су га славном личношћу и стајали су у супротности са Гвениним мирнијим даровима и суздржаним држањем. Август се веома дивио раду своје сестре, али је веровао да је занемарила своје здравље, и позвао ју је да заузме „више спортски став према животу“. Одбила је његов савет и током свог живота показивала изразито занемаривање свог физичког здравља.
Године 1898. први пут је посетила Париз са два пријатеља из Слејда, а тамо је учила код Џејмса Мекнила Вислера у његовој школи, Académie Carmen. Вратила се у Лондон 1899. године и први пут је изложила своје радове 1900. године у New English Art Club (NEAC). Када се Артур Амброуз Мекивој верио са Мери Едвардс крајем 1900. године, „настао је незгодан период када је Гвен живела у породичној кући Меквивој у Бејсвотеру“, где је „наставила да живи“, „док су се Амброуз и Мери преселили у Шривенхем у Оксфордширу“ в. 1903.

## Француска и почетак каријере
Крајем 1903. отпутовала је у Француску са својом пријатељицом Дорелијом Макнил (која ће касније постати друга жена Августа Џона и чија ће ћерка, Вивијен Џон, такође постати уметница). По слетању у Бордо, кренули су на пешачку туру са својом уметничким алатима у руци, са намером да стигну до Рима. Спавали су у пољима и живели од новца зарађеног путем продаје скица портрета и тако су стигли до Тулуза.
Године 1904. њих двоје су отишли у Париз, где је Џон нашла посао као модел уметницима, углавном за уметнице. Исте године почела је да се бави моделингом за вајара Огиста Родена и постала његова љубавница након што ју је представила Хилда Флодин. Родин је користио Џон као модел за музу у свом недовршеном споменику Вислеру. Њена приврженост 35 година старијем Родену, који је био најпознатији уметник свог времена, наставила се мањим интензитетом наредних десет година, што је документовано у хиљадама њених ватрених писама упућених њему. Џон је имала жестоке привржености и мушкарцима и женама. Роден је, упркос свом искреном осећању према њој, на крају прибегао коришћењу консијержа и секретара да би је држао на дистанци.
Током година у Паризу, упознала је многе од водећих уметничких личности свог времена, укључујући Матиса, Пикаса, Бранкушија и Рајнера Марију Рилкеа, али нови развоји у уметности њеног времена нису имали много утицаја на њу, и радила је у самоћи. Године 1910. нашла је стамбени простор у Медону, предграђу Париза, где ће остати до краја живота. Како се њена афера са Роденом ближила крају, Џон је тражила утеху у католичанству и око 1913. примљена је у Цркву. Њене свеске из тог периода укључују медитације и молитве; писала је о својој жељи да буде „Божја мала уметница“ и да „постане светица“. У често цитираном писму од оквирно1912, написала је: "Што се тиче тога да ли имам нешто вредно да изразим, то је ван питања. Можда никада нећу имати шта да изразим, осим ове жеље за више унутрашњим животом".

## Каријера
Престала је да излаже у NEAC-у 1911. године, али је стекла важног покровитеља Џона Квина, америчког колекционара уметности који је од 1910. до своје смрти 1924. откупио већину дела која је Гвен Џон продала. Квинова подршка ослободила је Џон да не мора радити као модел и омогућила јој да се посвети свом послу. Иако је прилично редовно учествовала на изложбама, њен перфекционизам је у њој произвео изразиту амбивалентност према излагању. Она је 1911. написала: „Доста сликам, али не успевам често да сликам – то захтева, за мене, веома дуго времена мирног ума и да никада не размишљам о изложбама. Године 1913., једна од њених слика је укључена у значајну изложбу Ермори шоу у Њујорку. Квин је помагао у организацији изложбе.
Њен однос према послу био је и самозатајан и самоуверен. Након што је погледала изложбу акварела Сезана, приметила је: „Ови су веома добри, али ја више волим своје.”
Око 1913. године, као обавеза према сестрама милосрдницама доминиканкама у Меудону, започела је серију сликаних портрета Мер Мари (1653–1744), оснивачице њиховог реда. Ове слике, засноване на молитвеној картици, успоставиле су формат — женску фигуру у седећој пози дужине три четвртине — који је постао карактеристичан за њен зрели стил. Насликала је бројне варијанте на теме као што су Young Woman in a Spotted Blue Dress, Girl Holding a Cat, and The Convalescent. Идентитети већине њених модела су непознати.
Џон је у Медону живела у самоћи, са својим мачкама. У писму без датума написала је: „Волела бих да одем да живим негде где нисам упознала никога кога познајем док не будем толико јака да људи и ствари не могу утицати на мене ван разума. Такође је желела да избегне породичне везе („I think the family has had its day. We don't go to Heaven in families now but one by one“) и њена одлука да живи у Француској после 1903. биле су резултат жеље да побегне од моћне личности свог славног брата, иако је, према историчару уметности Дејвиду Фрејзеру Џенкинсу, „било мало прилика када је урадила било шта против своје воље, а била је немилосрднија и доминантнија између њих двоје."
Џон је први пут излагала у Паризу 1919. на Јесењем Салону, и редовно је излагала до средине 1920-их, након чега је постајала све повученија и мање сликала. Имала је само једну самосталну изложбу у свом животу, у Лондону 1926. Исте године је купила бунгалов у Меудону. У децембру 1926, избезумљена након смрти свог старог пријатеља Рилкеа, упознала је и тражила верско вођство од свог комшије, неотомистичког филозофа Жака Маритена. Упознала је и Маритенову снају, Веру Оуманкоф, са којом је склопила последњу романтичну везу, која је трајала до 1930. године.
Њено последње датирано дело је цртеж од 20. марта 1933. и нема доказа да је цртала или сликала до краја свог живота  Дана 10. септембра 1939. написала је тестамент, а затим отпутовала у Дјеп, где је колабирала и била хоспитализована. Ту је умрла 18. септембра 1939. године и сахрањена на Јанвалском гробљу. Према наводу Пола Џонсона у књизи Уметност: Нова историја, „изгледа да је умрла од глади“.

## Уметност
Године 1916, Џон је написала у писму: „Мислим да би слика требало да се уради за 1 седење или највише 2. За то се вероватно мора насликати много платна и потрошити их.“  Њен сачувани опус је релативно мали, обухвата 158 познатих уља на платну које ретко прелазе 61 cm у висини или ширини. Највише је радила портрете, али је сликала и мртве природе, ентеријере и неколико пејзажа. Написала је: "... мачка или човек, то је иста ствар... то је ствар великих количина... предмет није важан." Иако је живела у Француској од 28. године до своје смрти, њен рад је увек показивао британски сензибилитет.
Њене ране слике, као што су Портрет уметникове сестре Винифред (око 1897–98) и Дорелија у црној хаљини (1903–04), насликане су танким глазурама у традиционалном маниру старих мајстора. Почевши од њене серије слика Мере Пусепин (око 1913), њен стил карактерише дебља боја нанесена малим додирима налик мозаику. Постала јој је навика да више пута слика исту тему. Њени портрети обично су били анонимни модели које седе у формату дужине три четвртине, са рукама у крилу. Једна од њених манекенки, Жана Фостер, написала је о Џон: „Она ми скида косу и ради то као да је њена… она ме је натерала да седим као и она, а ја осећам апсорпцију њене личности док седим“.
Урадила је на хиљаде цртежа  Поред студијског рада, урадила је много скица и акварела жена и деце у цркви. За разлику од њених уљаних слика усамљених жена, ове скице често приказују њихове субјекте одострага и у групама. Такође је направила многе скице својих мачака. И смело за једну уметницу тог доба, направила је два цртежа себе, као акта. Осим још два бакрописа које је нацртала 1910. године, није направила отиске.
Њене свеске и писма садрже бројне личне формуле за посматрање природе, сликање портрета, означавање боја системом бројева и сл. Њихово значење је често нејасно, али откривају Џонову склоност ка реду и трајни утицај Вислера, чије учење је наглашавало систематску припрему.
Уметност Гвен Џон, настала у тишини и осликана суптилним односима боја, стоји у супротности са далеко живописнијим и асертивнијим радом њеног брата. Иако је некада била у сенци њеног популарног брата, критичко мишљење сада има тенденцију да гледа на Гвен као на талентованију уметницу. Сам Аугуст је предвидео овај преокрет, рекавши „За 50 година ћу бити познат као брат Гвен Џон“.

## Сексуалност
Током свог живота, Џона су привлачили људи оба пола. Као студент, имала је аферу са колегом уметником Амброзом Макивојем. Иако је Огист Роден био њена велика љубав, имала је низ истополних веза. Док је била у Слејду, развила је страст према неименованој жени, што њен брат Аугустус описује у својој аутобиографији Chiaroscuro; и док је шетала Паризом са Дорелијом Макнил, развила је страст према удатој девојци, која их је потом пратила у Париз. Претпоставља се да је Џон имао романтична осећања према Мекнилу. Родин, који је имао сексуални однос са својом помоћницом Хилдом Флодин, је заједно цртао еротске цртеже Флодина и Џона. Немачка сликарка Ида Герхарди се заљубила у Џона, али јој то није узвраћено. Њена последња страсна веза била је са Вером Оуманкоф, ка којој је развила опсесију, на велику нелагоду Вере.

## Наслеђе
Њене слике се налазе у многим јавним збиркама. Неки од најбољих примера су у Националном музеју у Кардифу и у Тејт Британија, Лондон.
Still Lives, Кандиде Кеејв, је представа са четири особе написана 1969. о Аугустусу Џону, Гвен Џон, Иди Џон (супрузи Аугуста Џона) и Дорелији Мекнил (љубавници Августа Џона).
Уметнички мистериозни роман The Gwen John Sculptur, аутора Џона Ендруза, који пише као Џон Малколм, приказује њен боравак у Меудону у Француској и њену везу са Роденом.
Документарац ТВ канала S4C који је представио Фион Хагуе о животу Гвен Џон укључивао је снимање откривања спомен-плоче уметници на гробљу Dieppe's Janval 2015.
Маргарет Форстер је написала роман, објављен 2006., Keeping the World Away, усредсређен на Џонову слику, A Corner of the Artist's Room in Paris, који почиње причом о самој Џону, а затим прати приче о измишљеним женама које су је касније поседовале и реаговале на слику. Наслов долази од нечега што је написао Џон: „Правила да се свет држи подаље: Не слушај људе (више него што је потребно); Не гледај у људе (исто); Имај што мање односа са људима; Када дођеш у контакту са људима, разговарајте што је мање могуће...“
Џон је бича тетка виолончелисткиње Амарилис Флеминг, ванбрачне ћерке њеног брата са његовом другом љубавницом Евелин Флеминг, чији је муж Валентин био члан парламента. Међу осталим нећацима и нећацима били су сер Каспар, Вивијен, Тристан де Вер Кол и Гвинет Џонстон. Кол и Џонстон су такође рођени из других Аугустусових веза.

## Галерија
- Cat, ca. 1904–1908
- Dorelia in a Black Dress, 1903–04, Tate Gallery
- Cat Cleaning Itself, ca. 1905–1908, pencil and watercolour
- Self-Portrait, probably 1907–1909, National Gallery of Art
- The Artist in Her Room in Paris, 1907–1909
- The Little Model, ca. 1915–1920, National Museum of Women in the Arts
- The Nun, ca. 1915–1921, Glynn Vivian Art Gallery,
- The Pilgrim, ca. 1915–1925, Yale Center for British Art
- Young Woman in a Red Shawl, ca. 1917–1923
- Ivy Leaves in a White Jug, 1920-1925, Aberdeen Art Gallery
- Rooftop and Lane: View from the Artist's Studio, 1920s